# District de Rumphi
Rumphi est un district du Malawi.